# George Langley (homme politique)
Pour les articles homonymes, voir George Langley et Langley.
George Langley (10 novembre 1852-26 août 1933) est un fermier et un homme politique provincial canadien de la Saskatchewan. Il représente les circonscriptions de Redberry et de Cumberland à titre de député du Parti libéral de la Saskatchewan de 1905 à 1922.

## Biographie
Né dans l'Essex en Angleterre, Langley arrive au Canada en 1893. S'établissant à Rosthern. il déménage ensuite dans la région de Maymont (en) pour exploiter une ferme. Il sert sur le conseil exécutif de la Saskatchewan Grain Growers' Association de 1910 à 1917, ainsi que sur l'exécutif de Saskatchewan Co-operative Elevator Company (en) de 1921 à 1924. Il est aussi un grand partisan de la Commission canadienne du blé.

## Carrière politique
Élu dès la création de la Saskatchewan en 1905 dans Redberry, il est défait en 1921, mais est élu dans une élection différée tenue la même année dans Cumberland. Néanmoins, il démissionne l'année suivant.
Durant son passage à l'Assemblée législative de la Saskatchewan, il sert comme ministre des Affaires municipales de 1912 à 1921. Après avoir tenté d'exercée une pression sur un magistrat, il démission en 1921 de son poste de ministre à la demande du premier ministre William Melville Martin.
Il tente un retour en politique en 1929 en se portant candidat libéral indépendant dans Redberry, mais est à nouveau défait.
Langley meurt sur sa ferme de Maymont à l'âge de 81 ans.